# Je vous aime ainsi
Albums de Jeanne Mas
Désir d'insolence Les amants de Castille
Je vous aime ainsi est le huitième album studio de Jeanne Mas, sorti en 2001.
À l'occasion d'un nouveau concert à l'Olympia, Jeanne Mas sort ce mini-album de sept titres.

## Titres
1. Mike (Jeanne Mas) 4:26
2. Année nouvelle (Jeanne Mas) 3:47
3. So deep (Jeremy Still) 3:51
4. Laisse faire plus facile (Jeanne Mas / Fabrice Baffet) 3:41
5. Étrange (Jeanne Mas) 4:26
6. Je vous aime ainsi (Jeanne Mas / Eric Carmen / Sergueï Rachmaninov) 5:12
7. Désir d'insolence (version acoustique) (Jeanne Mas) 2:52
8. + clip de Désir d'insolence (réalisé par Lionel Gédébé)

## Crédits
- Programmations et réalisation : Jeanne Mas
- Enregistré au Studio Twin Paris
- Ingénieur du son : Xavier Caz
- Assistant : Nico
- Titres 4 et 6 enregistrés au studio Harry Son à Paris
- Ingénieur du son : Pascal Cattet
- Mastering : La Source - Jean-Pierre Chalbos
- Guitares : Manu Rodier
- Basse : Christophe Victor
- Batterie : Franck Ridacker
- Pochette (photos et Artwork) : Lionel Gédébé.

## Production
- CD XIII BIS Records référence 533.2640.

### Anecdotes
- Tendrement Jeanne Mas est imprimé en rouge directement sur le boitier cristal du CD.

## Single
- Je vous aime ainsi - 2001